# Załużżia (obwód tarnopolski)
Załużżia (ukr. Залужжя) – wieś na Ukrainie, w obwodzie tarnopolskim, w rejonie tarnopolskim (do 2020 brzeżańskim). W 2001 roku liczyła 122 mieszkańców.